# ヘッジファンド
ヘッジファンド（英語: hedge fund）は、金融派生商品など複数の金融商品に分散化させて、高い運用収益を得ようとする代替投資の一つ。欧米の大手金融機関、機関投資家の1つとされる。
金融危機のときにはシャドー・バンキング・システムとして研究対象となった。
シャドー・バンキング・システムには「マネー・マーケット・ファンド」（MMF）と「ヘッジファンド」があるが、マネー・マーケット・ファンド（MMF）は金融当局の厳格な規制を受けているのとは対照的に、ヘッジファンドは厳格な規制を免れている。
1990年代は、ヘッジファンドは高い運用成績を残したが、近年では世界金融危機の影響で運用成績の不振が目立つ。

## 特徴
- ヘッジファンドの運用コストは高く、預かり残高の2%相当の手数料のほか、成功報酬として運用益の20%を追加で請求されることが一般的である[5]。2016年の運用成績の悪化により、一部では手数料を引き下げる動きがある[5]。

- 最低金額は数千万円からの投資金額が一般的だが、近年は小口化したヘッジファンドが投資信託で募集されるようになり、個人投資家も参入できる環境である[6]。

- 投資対象は、株式等よりは商品先物や金融先物が多く、買いのみではなく売りの活用、レバレッジの活用など多くの手法を複雑に組み合わせて、市場の下落局面であっても損失を回避しプラスの収益（絶対的リターン）を目指す投資手法が特徴であるという[6]。

- 近年では、仮想通貨（暗号資産）を投資対象とするヘッジファンドも誕生している[7][8][9][10]。

- なお、ヘッジファンドの言う「絶対収益」や「絶対的リターンを目指す投資手法」の中に出てくる「絶対」には特別な意味がある。この「絶対」とは、「絶対に儲かる」という意味ではなく[11]、単に、市場が不況である場合に利益が減る伝統的な投資手法（相対収益型）とは対照的に、好況でも不況でも、市況によらずにいつもハイリスクをとって利益を目指すという意味における「絶対」である[11]。

- ヘッジファンドは監督官庁に届け出る義務や規制がなく、投資対象や投資手法に規制や制限がかからない私募形式によるファンドに資金を集め、ハイリスク・ハイリターンを目指して運用されることが一般的である[1][12]。

- ファンドの解約は45日前までに解約を通告しなければならないのが一般的であり、解約までの期間が伝統的な投資ファンドよりも長い[6]。

- 欧米の大学は自分たちの大学基金の一部をヘッジファンドに投資して資産運用している。

## 歴史と動向
アメリカの狂騒の20年代と呼ばれた1920年代において、資産家にのみ提供される投資商品が数多く存在した。そのうち現代でもっともよく知られているのが、ベンジャミン・グレアムとジェリー・ニューマン（Jerry Newman）によるグレアム＝ニューマン・パートナーシップであり、これは2006年のウォーレン・バフェットによるアメリカ金融博物館への書簡で初期のヘッジファンドとして言及された。
ヘッジドファンド（Hedged fund）という語は社会学者のアルフレッド・ウィンスロー・ジョーンズによってはじめて使われ、1949年に同氏によりはじめて設立されたと言われるが、異説もある。
ジョーンズは自らのファンドが「ヘッジド」（Hedged、「リスクヘッジが行われた」の意）としたが、これは当時金融市場での変動による投資リスクの管理を指す用語としてウォール街でよく使われていた。
多くのヘッジファンドが1969年-1970年の不況と1973年-1974年の株価暴落で大損を出して廃業に追い込まれたが、ヘッジファンド1980年代後期に再び脚光を浴びた。
1990年代、ヘッジファンドの数が大幅に上昇したが、これはインターネット・バブルによる株価上昇で増えた資金によって支えられ、信託報酬が運用成績と連動したのと運用成績自体がよかったため多くの関心を集めた。実際この時期には年率20から30% など、高リターンを達成することも珍しくはなかった。その後の10年間、クレジット・アービトラージ、ディストレスト証券戦略、債券アービトラージ、定量戦略などの新しい投資戦略、さらには複数の投資戦略を使うヘッジファンドが現れた。
21世紀のはじめ、ヘッジファンドは世界中で人気を集め、2008年にはヘッジファンドの運用資産総計が1.93兆米ドルに上った。しかし、2008年の金融危機では多くのヘッジファンドが解約を制限した結果、その人気も運用資産も減退した。しかし、運用資産の総額は後に上昇に転じ、2011年4月には2兆米ドル近くになったと概算された。また2011年2月時点ではヘッジファンドへの投資のうちの61% は機関投資家によるものであり、2008年末時点の45% と比べて大幅に上昇していた。
2011年6月時点で運用資産が最も大きいヘッジファンドは上から順にブリッジウォーター・アソシエーツ（589億米ドル）、マン・グループ（393億米ドル）、ポールソン・アンド・カンパニー（352億米ドル）、ブレバン・ハワード（310億米ドル）、オク＝ジフ・キャピタル・マネジメント（294億米ドル）であった。このうち、1位のブリッジウォーター・アソシエーツは運用資産をさらに増やし、2012年3月1日時点で700億米ドルになった。2012年末時点ではアメリカの最大手ヘッジファンド会社241社の運用資産総計は1.335兆米ドルであった。2012年4月、ヘッジファンドの運用資産総計が史上最高の2.13兆米ドルに上った。
運用資産が増えた一方、ヘッジファンドの運用成績は2009年から2016年まで連続してS&P500指数（アメリカ）の騰落率にも及ばない成績を記録しており、2016年は再びヘッジファンド運用成績が8年ぶりに大きく悪化して大規模な資金流出が起こった。2016年には、2008年の金融危機が起こったとき以上に多数のヘッジファンドが閉鎖している。
2016年には大手投資家の引き上げが増加し、カリフォルニア州職員退職年金基金もヘッジファンドから撤退している。
日本経済新聞は、世界的な「カネ余り」で資産規模が膨れあがったために運用が困難となっているのに加え、英国による欧州連合（EU）離脱や米大統領選などの政治状況に市場が振り回されて2016年の運用成績が大幅下落したことを受け、ヘッジファンドの影響力が世界的に「徐々に縮小していく可能性」があると報じている。また、大手投資家はヘッジファンドから資金を引き揚げ、より低コストな投資商品に資金が流出していると報じられている。
ブルームバーグは、「ヘッジファンドが商品市場で危険地帯にいる5つの理由」として、「原油のポジション減少」、「株式の売り建玉」、「パラジウムのシグナル」、「金属価格のモメンタム」、「綿花の乖離（かいり）」をあげている。

## 投資戦略

### グローバル・マクロ
グローバル・マクロ戦略を採用するヘッジファンドは世界経済の動きを予想して株式、債券、または為替市場で大きなポジションを取ることでリスク調整後リターンを得ようとする。ファンド・マネージャーは世界経済の事象やトレンドに基づきマクロ経済を分析することで投資機会を見つけようとする。
グローバル・マクロ戦略はレバレッジが使えるため柔軟な戦略ではあるが、高水準のリスク調整後リターンを得るためには戦略を実行する売買タイミングが大事である。グローバル・マクロ戦略はいわゆる相場志向型（Directional）とされることが多い。
グローバル・マクロ戦略は裁量的（Discretionary）と系統的（Systematic）な手法に分けることができる。裁量的な手法では投資マネージャーが銘柄を選ぶ一方、系統的取引は数学モデルによって決定され、ソフトウェアによって実行されるものであり、人間が介在するのはプログラミングとソフトウェアのアップデートのみに留まる。
またトレンドフォローと反トレンド（Counter-trend）の手法に分けることもでき、この場合はファンドがトレンドに乗じて利益を得ようとするか、トレンドの逆転を予想して利益を得ようとするかで分類する。
また、グローバル・マクロ戦略をさらに細かく分類して「系統的分散」（Systematic diversified、投資先を広く分散する手法）や「系統的為替」（Systematic currency、主に外国為替市場に投資する手法）に分けることもできる:348。
ほかには商品取引投資顧問（CTA）が使用する、コモディティの先物取引やオプション取引やスワップに投資する手法もある。この手法は「マネージド・フューチャーズ」（Managed futures）と呼ばれる。CTAは金などの商品や株価指数などの金融商品に投資し、買い建てと売り建てを両方使うことで上げ相場でも下げ相場でも利益を得ることができる。

### ディレクショナル
ディレクショナル戦略において、ヘッジファンドは市場の動き、トレンドや不一致を察知して世界中の株を選ぶ。コンピュータのモデルを使う場合とファンド・マネージャーが自ら株選びに加わる場合がある。この戦略はマーケット・ニュートラル戦略と比べて市場の変動に影響される恐れが大きい。ディレクショナル戦略の一例としてロング・ショート・エクイティという戦略があり、これは株のロング・ポジションを株の空売りや株価指数のオプションでヘッジするという戦略である。
ディレクショナル戦略をさらに細かく分類すると、中国やインドなどの新興国市場に集中して投資する「エマージング・マーケット」戦略:351やヘルスケア、バイオテクノロジーなど株式市場全般より成長寄りとされる特定の産業に投資する「ファンダメンタル・グロース」（Fundamental growth） 、株価が会社の価値と比べて低い会社に投資する「ファンダメンタル・バリュー」（Fundamental value）:344、トレーディングに計量的手法や金融信号処理を取り入れた「クオンティテーティブ・ディレクショナル」（Quantitative directional）:345、株価の下落を利用して空売りで利益を得る「ショート・バイアス」（Short bias）などがある。

### イベント・ドリブン
イベント・ドリブン戦略をとるヘッジファンドは投資機会とそのリスクが何らかの事件（イベント）に関連する状況に着目する。このようなヘッジファンドは連結、買収、資本再編、倒産、清算など会社再編に関連する事件に機会を見出す。事件の前後で証券の評価に不一致が生じることを利用し、証券価格の動きを予想してポジションを取る。
ヘッジファンドのような巨大機関投資家は伝統的な株式投資家よりイベント・ドリブン戦略をとる可能性が高いが、これは機関投資家のほうが会社再編を分析し、投資機会を見出す専門知識と資源を有するからである。
会社再編に関連する事件は一般的にはディストレスト証券、リスク・アービトラージ、スペシャル・シチュエーションズの3種類がある。ディストレスト証券は事業再編、資本再編、倒産などの事件を含む。ディストレスト証券の投資戦略をとるヘッジファンドは倒産に直面しているか厳しい経営難に陥った会社の債券やローンに投資する。
このような会社の債券やローンは額面と比べての割引率が大きく、ヘッジファンドは安い価格に利益を見出そうとする。ヘッジファンドがディストレスト証券を購入することは銀行の担保権執行の阻止につながるため、会社が倒産を免れる可能性がある。イベント・ドリブン投資は一般的には上げ相場で活躍するが、ディストレスト証券だけは下げ相場のほうが有利である。
リスク・アービトラージ、または「合併アービトラージ」（Merger arbitrage）はM&A、清算、敵対的買収などを含む。リスク・アービトラージ戦略では合併する会社の株式を取引し、株価と買収価格の間の不一致を利用する。この戦略のリスクはM&Aが予想通りに進まないことにあり、ファンド・マネージャーは研究と分析で事件が本当に起こるかを判断する。
スペシャル・シチュエーションズとは、会社の株価に影響する事件。これには事業再編、分社化、自社株買い戻し、証券の発行と買い戻し、資産売却などを含む。スペシャル・シチュエーションズ戦略をとるファンド・マネージャーは事件が株価と株式に関連する証券の価格にどう影響するか見極めなければならない。
イベント・ドリブン戦略は上記のほかには確定利付き証券に集中するクレジット・アービトラージ戦略、株式を大量に購入して経営に参与するアクティビスト戦略、製薬会社の医薬品開発で製品が承認される可能性を予想する戦略、訴訟に巻き込まれている会社に集中するリーガル・キャタリスト戦略（Legal catalyst）がある。

### レラティブ・バリュー
レラティブ・バリュー戦略は相対的に割高・割安となっている証券の間の価格差を利用して収益を上げる手法である。この価格差は関連した2つの証券の間、デリバティブとその対象証券の間、または証券と市場全体の間で発生することがある。ファンド・マネージャーは数学モデル、テクニカル分析、ファンダメンタル分析を利用してこのような価格差を見つけ出す。レラティブ・バリュー戦略は市場全体の動きへのエクスポージャーが少ない、または全くないため、マーケット・ニュートラルと同義とされることが多い。
レラティブ・バリューを細かく分類して下記に分けることができる：
- 確定利付の裁定取引（英語版）：確定利付き証券の間の価格差を利用する。資産担保証券を利用する戦略と別に分ける場合もある。
- エクイティ・マーケット・ニュートラル（Equity market neutral）：同じ国、同じ業界、時価総額の近い2銘柄でそれぞれロング（英語版）とショート（英語版）のポジションをとり、その価格差を利用する一方、市場の動きへのエクスポージャーはヘッジされる。債券でも同じ戦略をとることが可能であり、その場合はクレジット・ロング・ショート（Credit long / short）と呼ばれる。
- 転換社債の裁定取引（英語版）：転換社債とその対象株式の間の価格差を利用する。
- 統計学上の裁定取引（英語版）:数学モデルを駆使して証券の間の価格差のうち利用できるものを探す。
- 変動率の裁定取引（Volatility arbitrage）：価格差ではなく、予想変動率（英語版）の差を利用する。
- イールド・オルタナティブズ（Yield alternatives）：価格差ではなく利回りの差を利用する、確定利付の裁定取引（英語版）とは違う戦略。
- 規制の裁定取引（Regulatory arbitrage）：いくつかの市場における規制の差異を利用する。
- リスクの裁定取引（英語版）：M&Aでの買収価格と株式の価格の差を利用する。

## リスク
すでに大量の株式と債券を所持している投資家はヘッジファンドに投資することでリスクを分散し、ポートフォリオのリスクを低減させることができる可能性がある。ヘッジファンドのマネージャーは特定の取引戦略と金融商品を使って市場リスクを減らし、投資家の要望したリスクの水準まで減らすとともにリスク調整後収益を上げようとする。そのため、理想的なヘッジファンドは市場の指数との相関が低い。ヘッジすることで投資のリスクを減らせるが、他の投資と同じく、ヘッジファンドは無リスクにはならない。ヘネシー・グループの報告によると、1993年から2010年までの間、ヘッジファンドのボラティリティはS&P 500より3分の1ほど低い。

### リスクマネジメント
ほとんどの国はヘッジファンドの投資家になるための要件として適格投資家であることを規定している。これにより、ヘッジファンドの投資家は投資リスクを知っていて、リターンとリスクを比較した結果、リスクを受け入れていると仮定されている。
ファンド・マネージャーは全面的なリスク管理戦略を採用してファンドと投資家を守ることができる。
フィナンシャル・タイムズ紙によると、「大きいヘッジファンドには資産管理業において最も高度で、厳しいリスクマネジメント慣行がある」という。
大量のポジションを短期間のみ維持するファンド・マネージャーは全面的なリスクマネジメント・システムを取り入れていることが多く、また独立したリスク管理者を持つこともすでに慣習になっている。
リスク管理者はリスクを精査・管理するが、取引には関与しない。
ヘッジファンドは、投資のレバレッジ、流動性や投資戦略に基づいてリスクを概算するモデルやテクニックをたくさん考案した。バリュー・アット・リスクなど伝統的なリスク分析手法はリターンが正規分布に従う必要がある、ボラティリティ・クラスタリングやトレンドを考慮しないなどの弱点があるため、ドローダウン（下落幅）などの手法を使うこともある。
投資による市場リスクのほか、投資家は業務デューディリジェンスを行ってヘッジファンドによるミスや詐欺により投資家が損失を出すリスクを精査する。業務デューディリジェンスでは、ヘッジファンドの企業形態、投資戦略の持続可能性、ファンドが会社として成長する能力などが考慮される。

### 透明性と規制
ヘッジファンドは非公開企業であり、開示の義務が少ないため、透明性を欠けるとみなされることがある。またヘッジファンドに対するよく見られる認識の1つとしては、ヘッジファンドのマネージャーは規制当局による監視と登録の義務が少ないため、スタイル・ドリフト、欠陥のある運営、詐欺などマネージャーの固有リスクの危険性がより大きい、というものがある。
2010年にアメリカと欧州連合が新しい規制を導入したため、ヘッジファンド・マネージャーの報告義務が大きく拡大され、透明性が高められる結果となった。さらに、投資家（特に機関投資家）はヘッジファンドの内部慣習の改善と規制を推進している。機関投資家の影響力が大きくなったことはヘッジファンドが投資家に評価方法、ポジションとレバレッジのエクスポージャーを開示し、透明性を高める結果につながった。

### ほかの投資と共通のリスク
ヘッジファンドはほかの投資と多くのリスクを共有する。例としては流動性リスクとマネージャー・リスクがある。
流動性とは資産の取引や現金と容易に交換できるかの度合いを指す。プライベート・エクイティ・ファンドと同じく、ヘッジファンドは解約を禁止されるロックアップ期間を指定することが多い。
マネージャー・リスクはファンド・マネジメントにより発生するリスク、およびスタイル・ドリフト（ファンド・マネージャーが専門とする投資戦略から離れて取引してしまうこと）のリスクを指す。マネージャー・リスクは評価リスク、キャパシティ・リスク、集中リスク、レバレッジ・リスクを含む。
評価リスクは純資産額の計算が不正確である可能性を指し、キャパシティ・リスクは1つの戦略に資金を多く投資しすぎてファンド全体のパフォーマンスを悪化させてしまうリスクを指し、集中リスクはファンドのエクスポージャーが1つの投資、業界、戦略、または相関したファンドのグループに集中しているリスクを指す。
これらのリスクは利益相反への規制、資金の配分の制限、戦略へのエクスポージャーの限度の指定によってある程度軽減できる。
多くの投資ファンドはレバレッジ、借金、信用取引、デリバティブを使って、投資家の資本以上の市場エクスポージャーを得る。レバレッジは得られる利益を増大させることができるものの、同時に損失を増大させる危険性もある。
レバレッジを使うヘッジファンドは全面的なリスクマネジメント戦略を採用することが多い。ヘッジファンドのレバレッジは投資銀行のそれより低い。全米経済研究所の論文によると、投資銀行の平均レバレッジが14.2倍のに対し、ヘッジファンドは1.5倍から2.5倍までの間である。
ヘッジファンドなど一部の投資ファンドは利益を最大化するためにリスクの選好度合いが高いと認識されている（ただし、投資家とファンド・マネージャーが指定した限度内）。マネージャー自らがファンドに投資していると、リスク監査を強化するインセンティブがさらに高くなる。

### 有名なヘッジファンド破綻
- ロングターム・キャピタル・マネジメント（LTCM） - 1994年、ジョン・メリウェザーにより創設された。1997年のアジア通貨危機と1998年のロシア財政危機と立て続けに金融危機がおきたため、LTCMは4か月以下の期間で46億米ドルの損失を出した。破綻の主な理由はロシアの債務不履行と損失が着実に増大していたにもかかわらずポジションを維持すべきとのモデルの間違いである。
- タイガー・マネージメント（英語版） - 1980年、ジュリアン・ロバートソン（英語版）によって創設。創設時点の資産は8百万米ドルだったが、1997年までには10.5億ドルまで増え、世界中で2番目に大きいヘッジファンドとなった[62]。その1年後には22億ドルまで増えた[63]が、USエアウェイズなどの投資ミスにより損失を出し、タイガー社は2000年にファンドを畳んだ。
- アッティカス・グローバル（Atticus Global） - 1995年、物言う株主のティム・バラケット（Tim Barakett）によって6百万米ドルの資金で創設された。2007年までに運用資産が20億米ドルに増え、世界最大のヘッジファンドの1つとなった。その間、バラケットは市場を上回る利益率を出し続けたが、2008年の金融危機で2年連続で大損失を出し、2009年にたたまれた。2007年までの利益率は年率19.3パーセントで、S&P 500の年率3.9パーセントを大幅に上回るものであった[64]。

## 手数料と報酬

### ヘッジファンドへの手数料
ヘッジファンド運用会社は一般的には投資家から運用手数料と運用報酬を徴収する。
運用手数料は純資産額に定率をかけることで計算される。毎年1パーセントから4パーセント徴収することが多いが、その中でも2パーセントとするのが最も一般的である。また表示上は年率であることがほとんどであるが、実際の計算と徴収は毎月か四半期ごとに行われることが多い。運用手数料を徴収する目的は営業経費を賄うことにあり、一方運用報酬はファンド・マネージャーが出した利益に対する報酬である。しかし、規模の経済があるため規模の大きいヘッジファンドは運用手数料の徴収で収益を大きく得ることができる。このため、カリフォルニア州職員退職年金基金など一部の公的年金基金はヘッジファンドの手数料が高すぎると批判している。
運用報酬はヘッジファンドの利益の2割を徴収することが一般的だが、1割から5割までを徴収するものもみられる。運用報酬の目的はファンド・マネージャーが利益を出すことにインセンティブを与えることにある。ウォーレン・バフェットはヘッジファンドが儲けているときには報酬を徴収して利益を得るが、運用損失を出しているときは報酬が得られないだけで損するわけではないため、運用報酬はファンド・マネージャーにハイリスクな投資戦略をとるよう誘導するものとして批判した。2008年の金融危機以降、運用報酬の割合は2割から下がっている。
ヘッジファンドの運用報酬はほぼ確実に「ハイ・ウォーター・マーク条項」（High water mark、「最高値」という意味。「損失繰り越し条項」（Loss carryforward provision）とも）が含まれている。この条項は運用報酬が純利益（利益から過去の損失を差し引いた値）から徴収されることを意味する。これは業績の変動が激しい場合に運用報酬を支払わなくてもすむようにするためである。しかし、ヘッジファンドが大損失を出した場合、ファンド・マネージャーは損失を数年かけて補填する（しかも、その間には運用報酬は支払われない）よりファンドを畳んで新しいヘッジファンドを立ち上げることを選ぶこともある。
一部のヘッジファンドは目標比率（Hurdle rate）を指定して、利益率が目標比率（比率は固定値か、LIBORなどのベンチマークを基準に指定される）を上回る場合のみ運用報酬を徴収することを定めている。なお、目標比率にはソフトとハードの2種類があり、ハードの場合は運用報酬が利益から目標利益を差し引いた余りから徴収される一方、ソフトの場合は目標利益が差し引かれない。目標比率を指定する理由は、投資家が他所で投資した場合の利益と比べてファンド・マネージャーが出した利益が上回る場合のみマネージャーが運用報酬をもらえるようにするためである。
また早期解約（1年以内を早期とすることが多い）や引き出し金額が投資額の一定比率を上回る場合、手数料を徴収することもある。これは短期投資家を退けるとともに回転率を下げ、運用成績が悪い時期に解約を減らすためである。なお、運用手数料と運用報酬はファンド・マネージャーがもらうことが多いが、解約料はファンドが保持することが多い。

### ファンドマネージャーへの報酬
ヘッジファンド運用会社は一般的にはその投資マネージャーが所有しているため、彼らは運用会社の利益を懐に入れる権利がある。運用手数料は会社の営業経費を賄うことが目的なので、運用報酬（と手数料の余剰金）は利益として会社の所有者に分配されることが多い。ヘッジファンド運用会社が役員報酬などを公開することはまれなので、「収入の最も高いファンド・マネージャーの一覧」といったリストはヘッジファンドが徴収する手数料とファンドに投資された資金を概算することによって推測されているものである。多くのファンド・マネージャーは自らのファンドに持ち分を積み上げているため、業績が良い年には収入の最も高いファンド・マネージャーが40億米ドルを儲ける可能性もある。
収入の最も高いファンド・マネージャーたちは金融業界で最も高い収入を得ており、収入の最も高いファンド・マネージャーのうち1位から25位までの総収入はS&P 500に含まれる銘柄の最高経営責任者500人の総収入よりも高い。しかし、ほとんどのヘッジファンド・マネージャーはそれ以下の収入であり、運用報酬を得ていない場合は雀の涙の収入しかもらえない可能性もある。
2011年、収入の最も高いファンド・マネージャーは30億米ドル、10位は2億1千万米ドル、30位は8千万米ドルを儲けた。2011年、アメリカのファンド・マネージャーのうち収入の最も高い1位から25位までの平均収入は5億7,600万米ドルであり、一方ヘッジファンド投資専門家全体の平均は690,786米ドル、中央値は312,329米ドルであり、ヘッジファンドの最高経営責任者の間では平均が1,037,151米ドル、中央値が600,000米ドルであり、ヘッジファンドの最高投資責任者の間では平均が1,039,974米ドル、中央値が300,000米ドルである。
フォーブスによる2012年の世界長者番付では1,226人がランクインしたが、このうち36人は財産の大部分をヘッジファンドのマネージメントから獲得したという。またサンデー・タイムズの2012年イギリス長者番付上位1,000位では、ヘッジファンドのファンドマネージャー54人がランクインした。

## 構造
ヘッジファンドは投資ファンドの一種であり、一般的にはオフショアのコーポレーション、合資会社、またはLLCの会社形態をとる。ヘッジファンドは投資マネージャー組織または会社によって管理されるが、マネージャーの組織は法的にも財政上もヘッジファンド、およびその資産とは完全に分離されている。多くの投資マネージャーは営業上の支援に外部のサービス業者を雇っている。ここでいうサービス業者にはプライム・ブローカー、銀行、管理者、販売業者、監査法人などを含む。
プライム・ブローカーは取引の決済を行い、レバレッジと短期融資を提供する。プライム・ブローカーは大手投資銀行の一部門であることが多い。プライム・ブローカーはデリバティブの取引相手役を担当し、ロング・ショート・エクイティや転換社債の裁定取引などの戦略をとるヘッジファンドには証券を貸す業務も行っている。またヘッジファンド資産の管理（カストディ）サービス、取引の執行と精算サービスをヘッジファンド・マネージャーに提供する。
ヘッジファンドの管理者はオペレーション・マネジメント、会計、資産の評価業務を行う。管理者は事務部門としてファンド・マネージャーをサポートすることで、取引に専念させることができる。管理者はまた申込と償還（Redemption）の事務処理を行い、 株式事務を代行する。アメリカのヘッジファンドは管理者を任命する義務がなく、上記の事務処理を全てファンド・マネージャーが行うこともできる。しかし、ファンド・マネージャーが自ら事務処理を行うと、純資産額の評価など、利益相反がおこる状況に陥りやすい。そのため、一部のヘッジファンドは自ら進んで外部監査人を雇い、透明度を高めている。
販売業者とは証券の販売を務める引受業者、仲立人、取引業者などのことである。販売業者はまた、ファンドの潜在的な投資家に向けてマーケティングをする。多くのヘッジファンドは販売業者を雇わず、ファンド・マネージャー自らが証券の販売やヘッジファンドのマーケティングをするが、販売業者や仲立人・取引業者を雇うヘッジファンドも多い。
多くのヘッジファンドはファンドの会計や税務サービスを独立監査人会社に任せている。年末会計はファンドの所在地の会計基準、または国際財務報告基準に準拠することが多い。監査人はヘッジファンドの純資産額や運用資産を検証することがあるが、一部の監査人は「純資産額ライト」（NAV lite）のサービス、すなわち独立した評価の代わりにファンド・マネージャーの評価をそのまま使う検証サービスしか提供していない。

### 本拠地と税金
ヘッジファンドの法的構造、特にその本拠地や法人の種類は、投資家の税金に関する予想によって決定される。また、規制の状況にも影響される。多くのヘッジファンドは外国や免税の投資家にとっての税務上の悪影響を避けるために設立地にオフショア金融センターを選んでいる。アメリカの証券に投資するオフショア・ファンドは投資収入の一部に源泉徴収税を支払わなければならないが、アメリカの譲渡所得税は支払わないことが多い。しかし、投資した資産の価値が上昇した場合、ヘッジファンドの投資家は自らの所在地で税金を支払う必要がある。これは複数の法域が同時に課税することを避けているので、クロスボーダー投資を推進する結果となる。
年金や基金などアメリカにおいて税が免除される機関投資家は免税である状態を維持するためにオフショアのヘッジファンドに投資し、本業と関係のない課税所得をできるだけ抑えようとする。ファンド・マネージャー自身は金融センターに本拠地を置くことが多く、運用手数料による所得税は当地の租税法に従って支払う。2011年時点では、ヘッジファンドの登録地は約半分がオフショアで残り半分がオンショアである。オフショア地に登録しているヘッジファンドのうち、主流はケイマン諸島であり、ヘッジファンド全体の34パーセントを占めている。そのほか、アメリカが24パーセント、ルクセンブルクが10パーセント、アイルランドが7パーセント、イギリス領ヴァージン諸島が6パーセント、バミューダ諸島が3パーセントである。

### バスケット・オプション
ドイツ銀行とバークレイズは顧客であるヘッジファンドのために特別なオプション口座を開設している。この口座は銀行の名の下にあり、銀行は資産を所持していることを主張しているものの、実際にはヘッジファンドがその資産を完全な支配下に置き、収益を上げている。そして、ヘッジファンドは取引をする - その多くは数秒で終わる - が、ちょうど1年間経つまで待ってからオプションを行使することで、譲渡所得税をより低い長期税率に抑えることができる。—アレクサンドラ・スティーブンソン、2015年7月8日、ニューヨーク・タイムズ紙にて
カール・レヴィンが委員長を務めたアメリカ上院常設調査小委員会は2014年の報告でヘッジファンドが1998年から2013年までバスケット・オプションを使って数十億米ドル規模の脱税をしたと発表した。アメリカ内国歳入庁は2009年にルネサンス・テクノロジーズに対する調査を開始したが、レヴァンは内国歳入庁が調査に6年もかかっていることを批判した。ルネサンス社はバスケット・オプションを使って「10年以上の間、60億米ドル以上の税」を回避したという。
これらの銀行とヘッジファンドは怪しげな仕組み商品を使用して、巨大な「レッツ・プリテンド」（訳注：英: Let's pretend、「装いましょう」の意）のごっこ遊びで財務省に数十億米ドルの損害を出させ、経済を銀行の貸し出し過剰による株式投機から防ぐためのセーフガードをバイパスしている。—カール・レヴィン、2014年、アメリカ上院常設調査小委員会後の記者会見にて
ドイツ銀行とバークレイズが提供したバスケット・オプションを利用したヘッジファンドはルネサンス・テクノロジーズのほかにもいくつかあった。ルネサンス社はバスケット・オプションがヘッジファンドに「借金によるリターン増加のチャンスを与え、またモデリングやプログラミングのミスから保護する」こともできるため、「非常に重要である」と主張した。2015年7月、内国歳入庁はヘッジファンドがバスケット・オプションを利用して「短期取引の脱税」をしたと定め、バスケット・オプションはこれ以降確定申告しなければならない項目になり、申告しなかった場合はペナルティが与えられるとした。

### ファンド・マネージャーの所在地
ファンド自体と違い、ファンド・マネージャーはオンショアに留まることが多い。2011年末時点ではアメリカが依然として最大の投資センターであり、アメリカ所在のヘッジファンドが運用資産の70パーセントを占めている。2012年4月時点ではアメリカ証券取引委員会に登録し、私募ヘッジファンドを管理している投資顧問は約3,990名いる。アメリカ国内において、ヘッジファンドのマネージャーが最も多いのはニューヨーク市とコネチカット州のゴールド・コースト地域である。
ヨーロッパではロンドン所在のファンド・マネージャーが最もおおい。ユーロヘッジ社（EuroHedge）のデータによると、2011年時点ではイギリス所在のヘッジファンド800社が全ヨーロッパのヘッジファンド運用資産の約85パーセントを占めている。アジアでも2003年以降には日本、香港、シンガポールなどでヘッジファンドに対する投資意欲が高じている。しかし、アジアのヘッジファンド資産は未だにイギリスとアメリカで運用されることが多い。

### 法人格
ヘッジファンドの法人格は所在地と投資家によって異なることが多い。例えば、アメリカに所在するヘッジファンドでアメリカの課税投資家の投資を呼び込もうとしている場合はリミテッド・パートナーシップかLLCの形態をとることが多い。リミテッド・パートナーシップなどのフロー・スルー実体をとることで企業と個人とで二重課税されることを防ぐことができる。リミテッド・パートナーシップには無限責任組合員（ジェネラル・パートナー）が1人いる必要があり（個人でも法人でも可）、このジェネラル・パートナーはリミテッド・パートナーシップを管理し、無限責任を負う。一方リミテッド・パートナー（有限責任組合員）はファンドの投資家であり、管理や投資戦略に関する義務はない。リミテッド・パートナーの責任はパートナーシップへの投資分までである。アメリカのヘッジファンドはリミテッド・パートナーシップの代わりにLLCの形態をとることができ、投資家はLLCの株主となり、有限責任しか負わない。
一方、オフショア金融センターで設立されたヘッジファンドはアメリカ以外の投資家を対象とする。中でもタックス・ヘイヴンで設立された場合、企業レベルで課税されない。オフショア・ヘッジファンドのマネージャーは年金基金、機関基金、公益信託などアメリカの免税投資家による投資を許可することが多い。別の法人格としてはオープン・エンド型のユニット・トラストがあり、これは非法人のミューチュアル・ファンドという形態である。例えば、日本の投資家はケイマン諸島などで設立されたユニット・トラストを好む。
ヘッジファンドを管理するファンド・マネージャーはリミテッド・パートナーシップのジェネラル・パートナーか企業化したファンドの「創業者株式」を所持することで会社の所有権を保持することができる。企業として設立されたオフショアのヘッジファンドの場合は取締役会を任命することができる。取締役会の目的は株主を代表して業務の監督を行うことにある。しかし、実際には取締役員が監督に要する専門知識が持たないこともある。取締役員にファンドとの関係が薄い独立取締役とヘッジファンドの従業員でもある常務取締役の2種類を含む場合がある。

### ファンドの種類
- オープンエンド型（英語版） - 新しく加入する投資家にヘッジファンドの株を発行し、株の持つ純資産額（英語版）に基づく引き出しを定期に許可する。
- クローズドエンド型（英語版） - 数が限定され、取引できる株を設立時に発行する[130][131]。
- 上場ヘッジファンドの株はアイルランド証券取引所などの証券取引所で取引され、非適格投資家でも購入できる[132]。

### サイドポケット
サイドポケットとは、流動性の低い資産や確かな評価の難しい資産をファンドから分離する構造である。サイドポケットに入れられた資産はヘッジファンドのほかの資産とは別に評価される。サイドポケットは流動性の低い投資を入れるために作られているので、ヘッジファンドの他の資産と違い、投資家は投資から撤退するときにサイドポケットの資産からの払い戻しを受ける権利がない。サイドポケットの資産からの利益や損失はその資産がサイドポケットに入れられた時点での投資家にのみ比例按分で分配され、それ以降に参入した投資家には分配されない。サイドポケットの資産は確かな評価が難しいため、手数料や純資産額の計算では 取得原価で評価される。これはファンド・マネージャーによる頻繁な評価を避けるためである。
サイドポケットは2008年の金融危機において、解約要求が数多く発生した中、ヘッジファンドに広く使用されている。サイドポケットを利用することで流動性の低い投資を流動性が改善するまで売却しないで済み、損失を低減させることができる。しかし、サイドポケットの使用は投資家の解約を阻むため、不人気であることが多く、また悪用されているや利用が不公平であるとの指摘も多い。SECはサイドポケットの積極的な使用に懸念を示しており、サイドポケットを悪用したファンド・マネージャーに対しては制裁で対処した。

## 規制
ヘッジファンドはその所在地の本国法、連邦法、州法による規制を遵守しなければならない。例えば、アメリカではミューチュアル・ファンドとヘッジファンドに対する規制が異なっている。ミューチュアル・ファンドはヘッジファンドやほかの非公開ファンドと違い、1940年投資会社法の詳しく、広範囲にわたる規制を受けなければならない。
証券監督者国際機構の報告によると、ヘッジファンドに対する規制でもっともよく見られるのは詐欺を防止するために、投資顧問とファンド・マネージャーを規制することである。
一方、アメリカのヘッジファンドは適格投資家の投資しか受け付けないため、登記や報告の要件を免除されている。2010年、アメリカのドッド＝フランク法と欧州連合のオルタナティブ投資ファンド・マネージャー指令の成立により、ヘッジファンドの報告に関する規制が強化された。。
2007年、自己規制の一環として主要なファンド・マネージャー14名が「ヘッジファンド標準」（Hedge Fund Standards）というベストプラクティスの国際標準を発表し、その目的はヘッジファンド業界における「透明性、誠実性、良いコーポレート・ガバナンスのフレームワーク」を作り上げるためであるとした。同年、基準の宣伝とメンテナンスを目的とするヘッジファンド標準委員会が設立され、2016年までにヘッジファンド・マネージャー約200名と投資総額3兆米ドルを有する機関投資家が標準の支持を表明した。

### アメリカ
アメリカのヘッジファンドは当局によって規制され、報告と文書記録保管の義務を課されている。また多くのヘッジファンドはアメリカ商品先物取引委員会の規制も受け、詐欺と市場操作を禁じた1936年商品取引所法を守らなければならない。
1933年証券法に基づき、ヘッジファンド会社は証券取引委員会（SEC）に届出書を提出して、SECの私募に関する規約を守らなければ証券の募集を行うことができない。
1934年証券取引所法の規制により、投資家の人数が500以上のヘッジファンドはSECに届出書を提出しなければならない。さらに、1940年投資顧問法はヘッジファンドのマネージャーと顧問を規制し、投資家の種類と人数を限定し、公募を禁止した。ただし、投資資産が5百万米ドル以上の適格投資家からの投資のみ受ける場合は、SECへの届出を免除した。投資資産が2,500万米ドル以上の機関投資家に関しても同じ扱いである。
2004年12月以降、SECはヘッジファンドの運用資産が2,500万以上かつ投資家の人数が14人以上の場合、投資顧問の届け出を義務付けた。SECは急成長しているヘッジファンド産業に対する規制において、「リスクに基づくアプローチ」を使用しているとした。この新しい規制は賛否両論であり、SEC委員のうち2人が反対し、1人のヘッジファンド・マネージャーが法院に告訴した。
2006年6月、合衆国コロンビア特別巡回区控訴裁判所は新規制を無効とし、SECに規制を再び検討するよう命じた。これにより、SECは2007年にルール206(4)-8を採用した。このルールは前の規制と違い、届け出を必要としないが、過失や詐欺的行為に対する処分の可能性を上げたという。運用資産が1億米ドル以上のファンド・マネージャーは四半期ごとに登録株の所持を開示しなければならず、なんらかの登録株を5パーセント以上所持している場合も開示しなければならない。登録投資顧問は事業慣行と懲戒処分記録をSECとヘッジファンドの投資家に報告しなければならず、書面でのコンプライアンス方針と最高コンプライアンス責任者を置く必要もある。これらの記録と商習慣はSECの監査を受ける、
2010年7月に成立した「ドッド＝フランク法」により、運用資産が1.5億米ドル以上の私募ファンドの顧問はSECに届け出て登録しなければならず、フォームADV、およびファンドの運用資産と売買ポジションをSECに提出する必要がある。ドッド＝フランク法成立以前、投資家の数が15人以下の場合は登録を免除されていたが、多くのファンド・マネージャーはすでに機関投資家の求めに応じてSECに登録していた。ドッド＝フランク法により、運用資産が1億米ドル未満の投資顧問は州法による規制を受けるようになり、これにより州法による規制を受けるヘッジファンドの数が増えた。海外のファンド・マネージャーでも運用資産が2,500万米ドル以上の場合はSECに登録する必要がある。同法はさらにヘッジファンドにそのポートフォリオと取引に関する情報を新しく設立された金融安定監督評議会などの規制機関に提出する義務を課した。例えば、SECに対しては投資ファンドの活動とポジションの詳細をフォームPFに記入して提出しなければならない。同法が採用したボルカー・ルールにより、規制機関は銀行とその関連会社や持株会社に対して自己売買業務を禁じ、ヘッジファンドとの関係、投資、後援を限定するよう規制を実施する義務を課された。

### ヨーロッパ
欧州連合のヘッジファンドへの規制はマネージャーを通じて行われることが多い。例えば、欧州連合のヘッジファンドの8割を占めるイギリスではファンド・マネージャーが金融行動監視機構の認証と規制を受ける。具体的な規制は国によって違う。例えば、ポルトガルではデリバティブの使用が、フランスではレバレッジの使用が規制されている。
ファンド・マネージャーは欧州連合のオルタナティブ投資ファンド・マネージャー指令を守らなければならない。欧州連合によると、この指令の目的はオルタナティブ投資ファンドに対する監視とコントロールの強化である。指令は欧州連合におけるファンド・マネージャーに加盟国の規制機関に登録することと、より頻繁に以前の規定より詳細な情報開示を行うことを義務づけている。また、資本比の要求も上げた。さらに、欧州連合加盟国のうち、1か国でも認証を受けた場合、全加盟国で活動できる「パスポート」のシステムを導入した。指令の規制範囲は欧州連合加盟国に駐在するファンド・マネージャーのほか、ヨーロッパの投資家にファンドへの投資を宣伝する海外のファンド・マネージャーも含む。指令はまた、ヘッジファンド業界の慣習であるボーナス繰り延べと報酬返還の条項を制限している。

### その他
ヘッジファンドの一部はケイマン諸島、ダブリン、ルクセンブルク、イギリス領ヴァージン諸島、バミューダ諸島などのオフショア金融センターで設立されたが、これらの法域は非適格投資家の扱い、顧客の機密性、ファンド・マネージャーの独立性に関する規制がそれぞれ違う。
南アフリカ共和国において、投資ファンドのマネージャーは金融サービス委員会に届け出て、許可を得る必要がある。

## 業績

### 業績の測定
ヘッジファンドは業績を何らかの中央レポジットリーに報告する必要がなく、投資の公募と宣伝が規制されているため、多くのファンド・マネージャーは業績の公開を拒否しており、そのため個別のヘッジファンドの投資実績統計を獲得するのは至難の業である。しかし、個別ではなく全体の要約は業界誌やデータベースや投資コンサルタント会社が提供することもある。
ヘッジファンド8,400社のデータに基づき、ヘッジファンドの平均利益率を毎年11.4パーセントとする概算があり、これは市場全体の手数料差引前利益より6.7パーセント上である。またもう1つの概算では2000年1月から2009年12月まで株価は平均で毎年2.62パーセント下落した一方、ヘッジファンドは6.54パーセント上がった上、ボラティリティもより低いという。しかし、より新しいデータを使った概算では、ヘッジファンドの業績は下がり、市場全体よりも下となった。
ヘッジファンド業績の測定ではリターンとリスクの概算が比較される。よく使われる測定値にはシャープ・レシオ、トレイナー・レシオ、ジェンセンのアルファなどがある。これらの測定値はリターンが正規分布に従い、自己相関がない場合に最も役に立つが、実際にはリターンがどちらの仮定にも満たさない場合が多い。
理論上の問題がある伝統的な測定値に代わり、新しい測定値の導入が試みられた。例としてはシャープ・レシオを修正したもの、キーティングとシャードウィックが2002年に発表したオメガ・レシオ、シャルマが2004年に発表したAIRAP、カプランとノウルズが2004年に発表したカッパなどがある。

### セクター・サイズの効果
ヘッジファンドのアルファ値（業績のうち、マネージャーのスキルにあたる部分）がヘッジファンド業界の拡張により薄められたという主張がある。この主張がなされた理由は2つある。1つはヘッジファンドの業績は市場の変則性に基づくものだが、売買高が増えたことで変則性が少なくなった可能性、もう1つはヘッジファンド業界の報酬モデルが大変魅力的なので、多くのファンド・マネージャーがこぞって参入し、これにより人材が相対的に少なくなった可能性である。

### ヘッジファンド指数
ヘッジファンドの業績を追跡する指数の種類は創設順に投資不可能、投資可能、クローンという3種類がある。指数は伝統的投資の市場では基準となるポートフォリオを代表するものとして重要な役割を果たしており、株価指数や債券指数のインデックスファンドの登場によりこれらの市場への投資が容易になっている。一方、ヘッジファンドは積極的に運用されているため、トラックするのは不可能である。いわゆる「投資不可能」なヘッジファンド指数（Non-investable hedge fund index）はヘッジファンドを代表できるかもしれないが、その基準となるヘッジファンドの業績は多くが非公開となっている。そのため、このような指数でヘッジファンドの業績を概算すると、バイアスがかかってしまう可能性がある。この問題を解決する試みとして、業績に直接基づかず、ヘッジファンドの統計学上の特性を再現するというクローン指数が作られた。しかし、いずれも業績が実際に公開されている株価指数や債券指数ほどの正確さには至っていない。

### 2016年の不振
2017年3月、ヘッジファンド・リサーチ社（Hedge Fund Research）が2009年の景気後退期より2016年に運用終了したヘッジファンドのほうが多いことを報じた。報道によると、手数料が高いにもかかわらず運用成績が平均以下だったためいくつかの大きい年金基金はヘッジファンドへの投資を引き揚げた
2016年、ヘッジファンド業界の運用資産が史上初の3兆米ドルに達した一方、新しく創設されたヘッジファンドの数は低迷し、2008年の金融危機の最中の数よりも下回った。2016年に創設されたヘッジファンドの数は729であり、一方2009年は784、2015年は968であった。

## 批判
ウォーレン・バフェットは、ヘッジファンドの投資によって、世界の投資家は「過去10年で1000億ドルは浪費している」と批判している。

### システミック・リスク
システミック・リスクとは、（1会社だけの不安定と対比して）金融システム全体が不安定になるリスクのことである。システム全体を不安定にする大事件のほか、金融機関1社が不安定になるとき、その危機が当該会社と取引している他の金融機関に波及する可能性もシステミック・リスクを引き起こす。
全米経済研究所や欧州中央銀行などはヘッジファンドが金融業界のシステミック・リスクを増大させていることを指摘し、特にロングターム・キャピタル・マネジメント（LTCM）が1998年に破綻した後はヘッジファンドの破綻がその取引相手の破綻を招くというシステミック・リスクに注目が集まった。（アメリカの連邦準備制度はLTCMを救済しなかったため、アメリカの納税者が直接費用を負担することはなかったが、代わりに銀行14社がLTCMの救済にあたった。
しかし、金融業界においてこの指摘に反対する声も多い。反対側の主張はヘッジファンドの大半は運用資産が少なく、レバレッジも低いため、いわゆる大きすぎて潰せない（Too big to fail）にはならず、ヘッジファンドが1つ潰れても経済システムにさほど影響しない、というものである。
2008年の金融危機以前とその最中におけるヘッジファンドのレバレッジ使用の研究によると、ヘッジファンドのレバレッジは低く、投資銀行などと比べてレバレッジの使用が反循環的である。
例えば、2008年の金融危機以前、ヘッジファンドにおけるレバレッジが下がった一方、それ以外の金融機関では上がる一方であった。ヘッジファンドの破綻は通常でも起こりうることであり、金融危機の最中には数多くのヘッジファンドが破綻した。2009年、連邦準備制度理事会議長ベン・バーナンキはアメリカ合衆国下院財政委員会への証言で「どんなヘッジファンドやプライベート・エクイティ・ファンドでも1社がシステム上重大な会社になるとは考えない」と述べた。
いずれにせよ、ヘッジファンドはリスク対リターンの比率をできるだけ下げる努力をしているが、何らかのリスクは必ず残る。群集心理による行動があった場合、金融危機におけるシステミック・リスクが大きくなる。
例えば、多くのヘッジファンドが似たような取引をしている場合、このような取引が損失を出しているときは大勢のヘッジファンドが同じように損失を出す。さらに、ヘッジファンドの大半はレバレッジがそれほど高くないが、銀行やミューチュアル・ファンドと違ってレバレッジ使用の規制がないため、極めて高いレバレッジを投資戦略に組み込むヘッジファンドも存在する。
金融危機のとき、極めて高いレバレッジがヘッジファンドを清算に追い込む可能性があり、特に流動性に乏しい資産に投資しているヘッジファンドは清算の危険性がより大きい。ヘッジファンドと投資銀行などプライム・ブローカー業務を提供する会社の間の緊密な関係は金融危機におけるドミノ現象を引き起こす可能性もあり、取引相手の銀行が潰れるとヘッジファンドが凍結してしまう可能性もある。ヘッジファンドが金融市場において大きな役割を果たしていることがこれらシステミック・リスクに対する懸念を増大させている。
2008年時点ではヘッジファンドの運用資産総計が2兆米ドル近くになっていたが、これはレバレッジ効果により増大させた市場リスクを算入していない値であり、実際のリスクはさらに大きいものになっている。
金融サービス機構が2012年8月に行った調査によると、リスクは限定的で、取引相手による保証金の要求が上がったためリスク自体が低下した。しかし、市場のストレス時に投資者が資金を引き出すと、ヘッジファンドが資産を売却することを余儀なくされる可能性があり、特にレバレッジの大きいヘッジファンド会社でおこった場合や同様のことが数社同時におこった場合、流動性と価格決定の問題を引き起こす可能性があるという。

### ヘッジファンドの不透明さ
ファンド・マネージャーが規制を受ける一方、一般的なヘッジファンドの構造は直接な規制を免れるよう仕組まれており、一般投資家以上に投資活動を開示する必要はない。これは規制を受けて開示をする必要のあるミューチュアル・ファンドや上場投資信託と違う。ヘッジファンドに投資している投資家は小口投資ファンドの投資家と違い、ファンド・マネージャーに直接連絡でき、具体的な報告を受けることができる。しかし、投資家以外が同程度の報告を受けることは不可能であり、これがヘッジファンドは秘密的という評判に繋がっている。なお、ヘッジファンドの一部は投資家に対してすら不透明になっている。
ヘッジファンドは投資を募集するために情報を公開することがある。しかし、情報を統合したデータベースでの情報は自己申告に基づくものであり、検算されていない。ヘッジファンドのデータを記録している主要な2データベースを調査、比較した結果、どちらにも含まれているヘッジファンド465社の申告内容（利益、開始日、純資産価額、運用手数料、運用報酬、投資戦略など）が両データベースの間で違い、特に465社のうち5パーセントは利益と純資産価額が両データベースの間で大きく違う。このように公開されているデータが限定的なので、投資家は自分で調査しなければならず、小さいヘッジファンドに対する調査コストは5万米ドルに上る可能性がある。
投資家や独立監査人による検証が行われていないため、結果的に詐欺行為を助長してしまうこともあった。2000年代、インターナショナル・マネージメント・アソシエイツ社（International Management Associates）のカーク・ライト（Kirk Wright）はメール詐欺などの不正を疑われ、1億8千万米ドル近く騙し取ったとされた。
2008年12月、バーナード・L・マドフが500億米ドル規模のポンジ・スキームを行ったとして逮捕された。マドフのスキームはヘッジファンドと似ているが違うものであり、これを混同して記述されたものもあった。いくつかのフィーダー・ファンドはマドフに騙されて「投資」していたが、中でも最大なのがフェアフィールド・グリニッジ・グループの運営するフェアフィールド・セントリー・ファンド（Fairfield Sentry Fund）であった。マドフの詐欺が発覚すると、米国証券取引委員会は2009年12月に改革を実施し、登録投資顧問が運営するヘッジファンドは資産をカストディアンの管理下に置かなければならず、監査を受けなければならないことを規定した。
ヘッジファンドと投資家のマッチングは伝統的に不透明であり、投資が個人的な関係やポートフォリオ・マネージャーによる推薦に基づくことが多い。ヘッジファンドの多くは所持証券、投資戦略、過去の業績とマーケット指数との比較を開示し、投資家にヘッジファンドの投資についてある程度情報を提供しているが、所持証券の詳細は開始されないことが多い。
投資家はヘッジファンドの利益率の高さにつれられて投資するか、市場のボラティリティをヘッジするためにヘッジファンドに投資することが多い。一方、ヘッジファンドの複雑さと手数料の高さにより一部の投資家はヘッジファンド投資から撤退している。例えば、アメリカ最大の年金基金であるカリフォルニア州職員退職年金基金は2014年にヘッジファンド投資からの撤退計画を発表した。またヘッジファンドと投資家のマッチングを改善する動きもあり、例えばHedgeZ社はヘッジファンドを検索とソートできるシステムを提供しており、iMatchative社は投資家の目標と行動プロファイルに基づくアルゴリズムでマッチングを行い、ヘッジファンドと投資家の両方にそれぞれの見方と目標が投資にどう影響するかわからせようとしている。

### インサイダー取引疑惑
2006年6月、アメリカ証券取引委員会（SEC）で働くガーリー・アギーレからの手紙により、アメリカ合衆国上院司法委員会はヘッジファンドと独立証券アナリストの間の関連を調査した。しかし、アギーレ氏が捜査主任としてピーコット・キャピタル・マネジメントのインサイダー取引疑惑を調査しているとき、モルガン・スタンレーが最高経営責任者として雇うことを検討していたジョン・マックを取り調べようとした廉でSECから解雇された。上院司法委員会と財政委員会は解雇がマックの追及への違法な報復であるとして、2007年にこれを非難する報告を発表したため、SECは2009年にピーコット社への調査の再開を余儀なくされた。ピーコット社は2,800万米ドルを支払うことでSECと和解、またピーコット社の最高投資責任者であったアーサー・サムバーグは投資顧問の職につくことを禁止された。調査の圧力により、ピーコット社は営業を停止した。
2012年7月、ニューヨーク・タイムズはヘッジファンド業界では市場調査の一環として株式アナリストへアンケートを送ることが恒常的に行われていることを報じた。報道によると、アンケートを配る目的はアナリストの公開されていない主観を知ることで、あわよくば市場の短期間の動きに影響するアナリストの推奨を早く察知することにある。

### 分散投資に適するかの論争
現代ポートフォリオ理論によると、合理的な投資家は平均分散分析に基づく最適なポートフォリオ（1単位のリスクに対し最も高いリターンを与えるポートフォリオ）に投資しようとする。ヘッジファンド（特にマーケット・ニュートラルなヘッジファンド）の魅力の1つは株式などの伝統的投資との相関が少なく、従ってポートフォリオ全体のリスクを低減させるための分散投資の投資先に適することである。
いくつかの研究ではヘッジファンドが分散投資の投資先として適するという結果を出していたが、逆の結果を出した研究もある。例えば、マーク・クリッツマンによる研究では株価インデックスファンド、債券インデックスファンド、そして10の仮想上のヘッジファンドで平均分散分析を行い、分析結果である平均分散最適ポートフォリオは運用報酬が高いためヘッジファンドが含まれなかった。クリッツマンが次に運用報酬なしでの仮定で再び分析を行うと、ヘッジファンドが平均分散最適ポートフォリオの74パーセントを占めた。
分散投資先としての魅力さを低減させるもう1つの理由は分散投資が最も必要とされる下げ相場のとき、ヘッジファンドのパフォーマンスが市場よりも悪い傾向にあることである。例えば、2008年1月から9月までの間、クレディ・スイス/トレモント・ヘッジファンド指数は9.87パーセント下落した。この指数のうち、ショート・バイアス戦略のサブ指数ですら2008年9月中に6.08パーセント下落した。つまり、相関係数が平均的に低いことは魅力的に見えるが、リーマン・ブラザーズが破綻した2008年9月など金融危機の時期には役に立たない可能性もある。

## 関連書籍
- 「ヘッジファンド―世紀末の妖怪 (文春新書)」（浜田 和幸  (著)、文藝春秋、1999年1月1日)
- 「NHKスペシャル マネー革命〈第1巻〉巨大ヘッジファンドの攻防 (NHKライブラリー)」（相田 洋  (著), 宮本 祥子  (著)、日本放送出版協会 、2007年1月1日)
- 「ヘッジファンドの懲りない人たち」（バートン ビッグス  (著), 望月 衛 (翻訳)、日経BPマーケティング、日本経済新聞出版 、2010年5月1日)
- 「天才たちの誤算: ドキュメントLTCM破綻 」（ロジャー ローウェンスタイン (著), 東江 一紀 (翻訳), 瑞穂 のりこ (翻訳)、日経BPマーケティング、日本経済新聞出版 、2001年6月1日)
- 「LTCM伝説―怪物ヘッジファンドの栄光と挫折」（ニコラス ダンバー (著), Nicholas Dunbar (原著), 寺沢 芳男 (翻訳),東洋経済新報社 、2001年2月1日)
- 「ヘッジファンドの魔術師　スーパースターたちの素顔とその驚異の投資法 (ウィザードブックシリーズ)」 （ルイ・ペルス  (著), 長尾 慎太郎 (翻訳), 岡村 桂 (翻訳)、パンローリング、2005年8月30日）
- 「ヘッジホッグ: アブない金融錬金術師たち 」（バートン ビッグス  (著), 望月 衛 (翻訳)、日経BPマーケティング、日本経済新聞出版、2007年1月1日)
- 「キャピタル　驚異の資産運用会社 」(チャールズ・エリス (著), 鹿毛雄二 (翻訳)、  日経BP、日本経済新聞出版、2015年8月3日)
- 「ウォール街のランダム・ウォーカー<原著第12版> 株式投資の不滅の真理」（バートン・マルキール  (著), 井手 正介 (翻訳)、日本経済新聞出版; 原著第12版、2019年7月20日)
- 「富裕層のためのヘッジファンド投資入門」（髙岡 壮一郎 (著), ヘッジファンドダイレクト株式会社 (編集)、ダイヤモンド社、2021年6月16日)